# Tórtora del Carib
La tórtora del Carib (Zenaida aurita) és una espècie d'ocell de la família dels colúmbids (Columbidae) que habita boscos, manglars, matolls i terres de conreu de les illes Bahames, Antilles i costa de la Península de Yucatán.